# Salvatore Giuliano (film)
Salvatore Giuliano è un film del 1962 diretto da Francesco Rosi.
Il film è un'inchiesta sui fatti che hanno condotto alla morte del bandito siciliano Salvatore Giuliano, rinvenuto a Castelvetrano la mattina del 5 luglio 1950.
Presentato in concorso al Festival di Berlino 1962, vinse l'Orso d'argento per il miglior regista nonché tre Nastri d'argento.

## Trama
dove Salvatore Giuliano è nato. Nelle case, nelle strade, sulle montagne dove regnò per sette anni. A Castelvetrano, nella casa dove il bandito trascorse gli ultimi mesi della sua esistenza e nel cortile dove una mattina fu visto il suo corpo senza vita.»
(Incipit del film.)
1950: a Castelvetrano viene trovato il corpo senza vita del bandito Salvatore Giuliano. Un flashback riporta indietro la narrazione al 1945: i leader separatisti decidono di assoldare il bandito Giuliano e la sua banda per la causa dell'indipendenza della Sicilia; i banditi quindi assaltano le locali caserme e si accaniscono contro le forze dell'ordine. La narrazione torna al 1950: i carabinieri danno versioni discordanti sulla fine del bandito, che non convincono i giornalisti accorsi sul luogo del delitto.
Ulteriore flashback che riporta al 1945-46: la guerriglia separatista provoca l'intervento dell'esercito che, insediatosi a Montelepre (paese natale di Giuliano), viene "accolto" dai banditi con l'uccisione di un soldato, fatto che scatena forti restrizioni nei confronti della popolazione locale, le quali culmineranno nell'arresto di tutti gli uomini del paese per scoraggiare il banditismo; la concessione dell'autonomia siciliana pone fine alla causa separatista, inducendo la banda Giuliano ad incrementare i sequestri di persona di concerto con la mafia.
La narrazione torna al 1950: avviene la straziante scena del riconoscimento del corpo di Giuliano da parte della madre. Un altro flashback va al 1º maggio 1947: durante un comizio a Portella della Ginestra per festeggiare la vittoria del Blocco del Popolo alle elezioni regionali, i banditi sparano sulla folla, provocando numerosi morti e feriti; la polizia arresta i primi sospetti, arrivando alla conclusione che a sparare è stata la banda Giuliano. Altro ritorno al 1950: dopo la morte di Giuliano, la polizia arresta il suo luogotenente Gaspare Pisciotta (Frank Wolff); inizia a Viterbo il processo per individuare i responsabili della strage di Portella, che vede come imputati Pisciotta e tutti gli altri banditi, che ritrattano le precedenti confessioni e fingono convulsioni in aula; a sorpresa, Pisciotta si autoaccusa dell'omicidio di Giuliano.
Durante le udienze processuali si cerca di ricostruire gli oscuri legami esistenti tra banditismo, polizia, politica e mafia attraverso varie testimonianze. Un nuovo flashback ci riporta a poco prima della morte di Giuliano: avvengono contatti tra carabinieri e mafia che portano all'arresto dei banditi. Pisciotta diventa confidente delle forze dell'ordine e, in concerto con esse, uccide Giuliano, il cui corpo viene poi sistemato dai carabinieri in modo da fare credere che sia stato ucciso da loro durante una sparatoria.
La narrazione torna allo svolgimento del processo di Viterbo, che infine si conclude con pesanti condanne nei confronti dei banditi. In aula Pisciotta promette nuove rivelazioni sui mandanti politici della strage di Portella della Ginestra, ma viene avvelenato in carcere nel 1954. Nel finale, il film fa un salto in avanti nel tempo fino al 1960, concludendosi con l'uccisione del mafioso-confidente che aveva fatto arrestare i banditi.

## Produzione
L'idea venne a Rosi durante le riprese in Sicilia del film La terra trema (1948), in cui era assistente del regista Luchino Visconti insieme a Franco Zeffirelli. Iniziò così un lungo lavoro di ricerca insieme agli sceneggiatori Suso Cecchi d'Amico, Enzo Provenzale e Franco Solinas, che consistette nella consultazione di documenti ufficiali ed atti processuali relativi alla vicenda del bandito Giuliano. Fu inviato in Sicilia anche il giornalista e critico cinematografico Tullio Kezich (che poi sarà al seguito della troupe per tutta la durata delle riprese e scrisse un libro per raccontare la lavorazione), che in un mese raccolse numerose informazioni sugli usi, sui costumi, sulle abitudini dei siciliani nei luoghi in cui erano avvenute le "gesta" del bandito.
Il film fu fortemente voluto dal produttore Franco Cristaldi, dopo aver letto il libro inchiesta di Franco Di Bella "Italia nera" pubblicato nel 1960 e fece pressioni sulla Banca Nazionale del Lavoro affinché sbloccasse i finanziamenti necessari per le riprese, che invece il Ministero della cultura aveva consigliato di rifiutare a causa del tema controverso della pellicola.

### Riprese
Il film inizialmente doveva intitolarsi "Sicilia 1943-1960" e le riprese iniziarono a Montelepre, in Sicilia, nella primavera del 1961. Rosi dovette subito affrontare dei problemi: la popolazione di Montelepre era preoccupata perché temeva che si potesse continuare a dare un'immagine negativa del paese e perciò il regista dovette organizzare un incontro con la cittadinanza e il sindaco per rassicurare che la pellicola si sarebbe attenuta esclusivamente alla realtà dei fatti. Da allora l'atteggiamento dei montelepresi cambiò e numerosi di loro vennero utilizzati come comparse o consulenti. Rosi raccontò in un'intervista che nel cimitero di Montelepre il fratello di Salvatore Giuliano lo minacciò di morte perché voleva riprendere la tomba del bandito ed, inoltre, per tutta la durata delle riprese in Sicilia la troupe fu seguita da due poliziotti con il pretesto che sul set si utilizzavano armi.
Le riprese del film infatti si svolsero negli stessi luoghi dove erano avvenuti i fatti raccontati (oltre Montelepre, Castelvetrano, San Giuseppe Jato e Portella della Ginestra) e durante la lavorazione vennero impiegati soprattutto attori presi tra la gente del luogo; tra gli altri, per interpretare il bandito Giuliano venne scelto, dopo dieci giorni dall'inizio delle riprese, il tranviere palermitano Pietro Cammarata, che nel film è inquadrato sempre di spalle o in lontananza per scelta espressa del regista. Gli unici attori professionisti che si unirono al cast furono Frank Wolff (l'interprete del bandito Gaspare Pisciotta) e Salvo Randone (che nel film veste i panni del presidente della Corte d'assise di Viterbo). Per accentuare il realismo, Rosi andò a girare nella casa dell'avvocato Gregorio Di Maria a Castelvetrano dove fu ritrovato il corpo del bandito Giuliano e gli attori furono sistemati in modo da rispecchiare nel modo più fedele possibile le fotografie del fatto. Per una delle scene più drammatiche, il riconoscimento del corpo del bandito da parte della madre, il regista scelse per interpretarla una donna che aveva avuto realmente il figlio ucciso dalla banda Giuliano. Durante le riprese vennero addirittura uccisi una comparsa e il boss mafioso Nitto Minasola, episodio che il regista decise di inserire nella scena finale.  
Per un'altra scena drammatica, quella della strage di Portella della Ginestra, tutta la popolazione del comune di Piana degli Albanesi scelse di partecipare alla rievocazione per esprimere la propria indignazione e per dare la propria testimonianza alla troupe. Infatti tra le comparse vi erano numerosi superstiti della vera strage: l'emozione fu tanta che la gente cominciò a correre realmente spaventata, e a malapena la macchina da presa non fu travolta dalla calca.

### Censura
Già prima dell'inizio delle riprese, la Direzione generale dello Spettacolo, diretta dal funzionario ministeriale Nicola De Pirro, consigliò di apportare modifiche alla sceneggiatura per evitare di realizzare scene che poi sarebbero state comunque contestate o tagliate.
Concluse le riprese e il montaggio, nel novembre 1961 il film fu presentato alla commissione di censura per ottenere il nulla osta necessario per la proiezione nelle sale e rimase lì bloccato per circa un mese, finché ai primi di gennaio del 1962, grazie all'intervento di Rosi su De Pirro, il nulla osta fu concesso con il divieto di visione ai minori di 16 anni e a condizione di tagli ad alcune scene considerate "truci ed impressionanti", ossia quella del riconoscimento del corpo di Giuliano da parte della madre e quella della finta sparatoria sul cadavere del bandito nel cortile dell'avvocato Di Maria. La Vides fece ricorso per togliere il divieto ai minori di 16 anni ma venne respinto.

## Accoglienza
Il film venne rifiutato dal Festival di Venezia perché ritenuto troppo "documentaristico" ma partecipò con successo al Festival del cinema di Berlino, dove vinse l'Orso d'argento.
Nella stagione 1961-1962 la pellicola incassò 737.084.000 lire dell'epoca, finendo al decimo posto della classifica dei film di maggior successo di quell'annata in Italia.
Martin Scorsese lo ha inserito nella lista dei suoi dodici film preferiti di tutti i tempi. Il film è stato inoltre selezionato tra i 100 film italiani da salvare.

## Riconoscimenti
- Festival di Berlino 1962
  - Orso d'argento per il miglior regista
  - in concorso per l'Orso d'oro
- Nastri d'argento 1963
  - Regista del miglior film (ex aequo con Nanni Loy per Le quattro giornate di Napoli)
  - Migliore musica
  - Migliore fotografia in bianco e nero
  - Candidatura Miglior produttore
  - Candidatura Migliore sceneggiatura
- Globo d'oro 1963
  - Miglior film
- Grolla d'oro 1962
  - Grolla d'oro per la regia
- Premio San Fedele 1962
  - Premio San Fedele per il cinema